# Lajos Szűcs (1943)
Lajos Szűcs (Apatin, 10 december 1943 - Boedapest, 12 juli 2020) was een Hongaars voetballer.
Tijdens de Olympische Zomerspelen 1968 won Szűcs met zijn landgenoten de gouden medaille, vier jaar later verloor Szűcs met de Hongaarse ploeg de olympische finale van de Poolse ploeg.
Met de Hongaarse ploeg plaatse Szűcs zich voor het Europees kampioenschap voetbal 1972 waar hij als vierde eindigde. Szűcs werd in 1968 en 1971 verkozen tot Hongaars voetballer van het jaar.
Szűcs was getrouwd met Hongaarse actrice Ildikó Pécsi. Szűcs overleed op De 76-jarige leeftijd op 12 juli 2020.